# Terentang Baru
Terentang Baru is een bestuurslaag in het regentschap Batang Hari van de provincie Jambi, Indonesië. Terentang Baru telt 2468 inwoners (volkstelling 2010).